# سنجاي بيتش
سنجاي بيتش (بالإنجليزية: Sanjay Beach)‏ هو لاعب كرة قدم أمريكية أمريكي، ولد في 21 فبراير 1966 في قاعدة كلارك الجوية في الفلبين.

## وصلات خارجية
- سنجاي بيتش على موقع مرجع كرة القدم المحترفة.كوم (الإنجليزية)